# ニュルブルクリンク

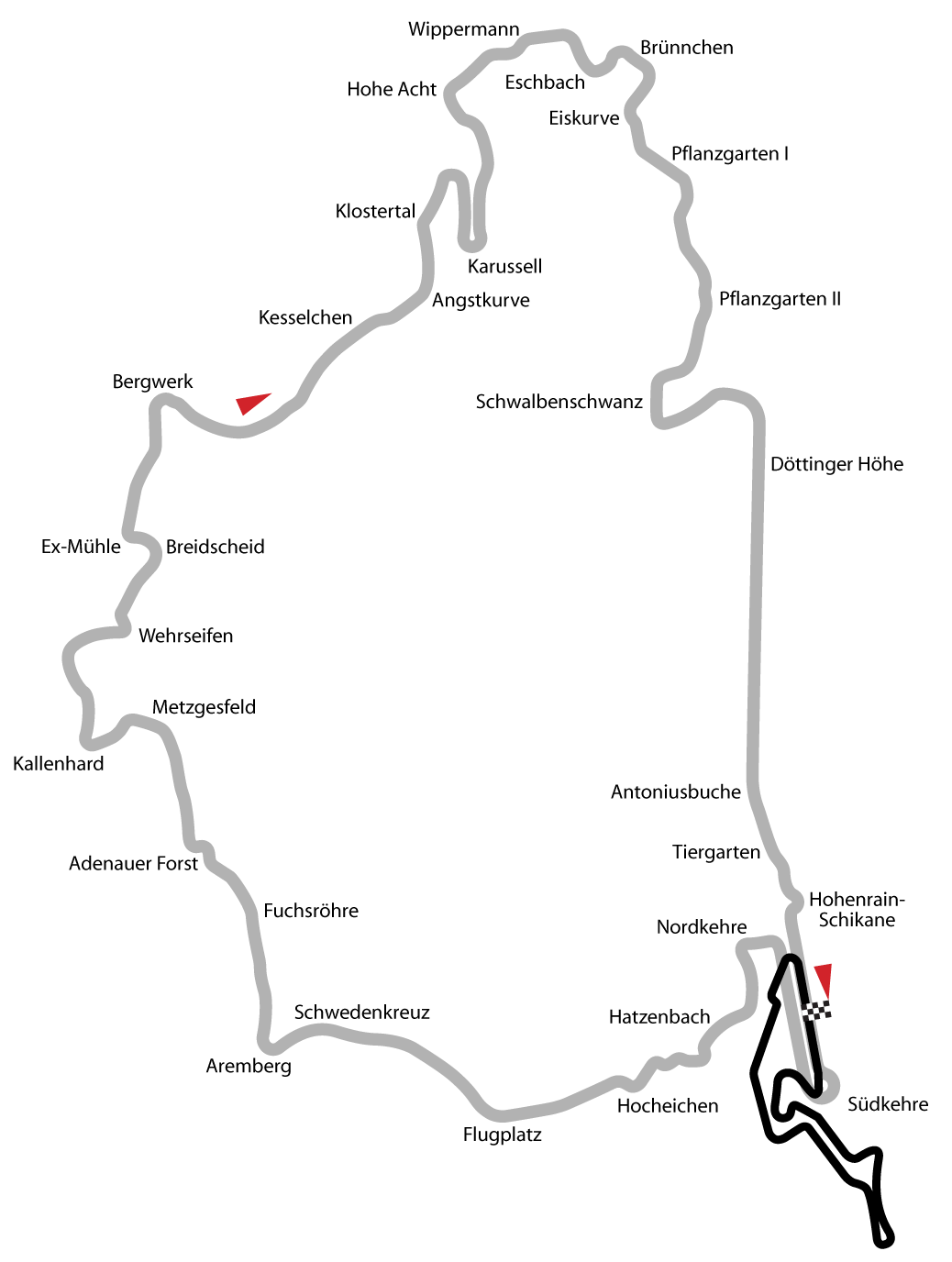
新旧コースの比較図。GPコース建設前の北コースと、GPコースの配置関係が分かる。北コースは薄い灰色で示されている大きな環のほうである。対して右下の黒色で示された比較的小さなサーキットがGPコースである。

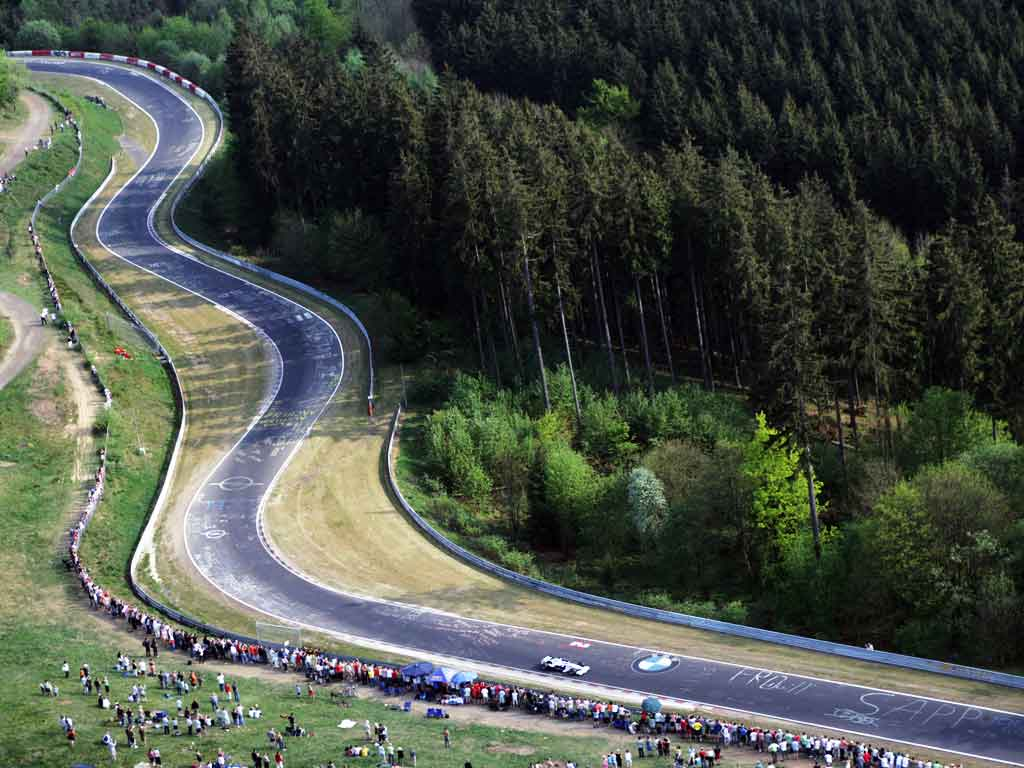
ニュルブルクリンク北コースの一部

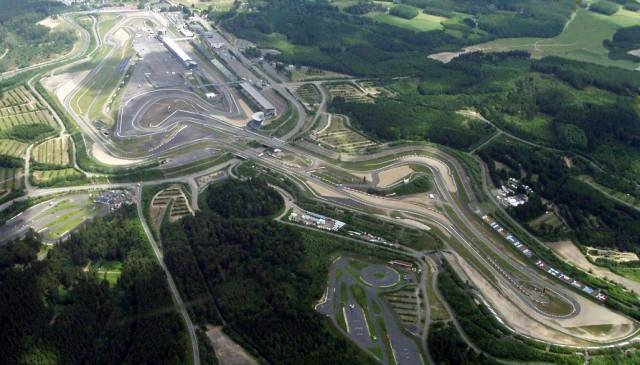
ニュルブルクリンクGPコースの全景
写真の一番左上にある道路は北コースの一部である

ニュルブルクリンク（独・英・等:  Nürburgring）は、ドイツのニュルブルクにある2つの異なる性格を持つサーキットの総称。
日本語では「ニュル」と略称で呼ばれることもある。

## 名称
当初の名称は Nürburg-Ring であったが、1933年にナチスがドイツのモータースポーツ全体に資金援助を行なって改修され、この時にハイフンの無い Nürburgring に改められた。 
"Nürburgring" はドイツ語であるが、サーキットに名をつけるために新たに造語された呼び名である（なお固有の名前なので固有名詞である）。この語の構成は［ de: Nürburg（一地名）」+ 「Ring（ 英語のリング ringに相当する語つまり「環」や環状のもの）］となっており、意味としては「ニュルブルクの環」である。

## 概説
ドイツ北西部、ラインラント＝プファルツ州アイフェル地方のニュルブルクにあり、豊かな森の中にある古城ニュルブルク城を囲むように配置されている。近隣の大都市としてはノルトライン＝ヴェストファーレン州のケルンがあり、ケルンからは南に約60kmのところにある。
ニュルブルクリンクは2つのサーキットの総称であり、1927年に作られた全長20.832kmの北コース（Nordschleife、ノルトシュライフェ）というサーキット、および、1984年に新設された全長5.1kmのGPコース (GP-Strecke、GPシュトレッケ) というサーキットに分けることができる。単に「ニュルブルクリンク」という場合の多くは北コースを意味している。
北コースだけで利用される場合や、GPコースだけで利用される場合、北コースとGPコースを繋げて利用される場合がある。
歴史
1920年半ば、ドイツの自動車レースは公道で行われていた。観客を巻き込んだ事故が増加したため、公道を用いないレース用サーキット（クローズドサーキット）の建設が望まれていた。そこでアイフェルの議員がレース開催地、失業者対策、自動車メーカー用テストコースとしての活用、観光客誘致などの目的を盛り込んで専用サーキット建設計画を提案。これが現在の「北コース」に当たる部分となった。建築家グスタフ・アイヒラー（Gustav Eichler）率いるEichler設計事務所によるコースデザインに基づいて1925年に建設が始まり、1927年に竣工し利用開始された。→#歴史
北コース
北コースは世界最長のクローズドサーキットであり、山間部の高低差を利用した変化に富むコースレイアウトに加えて、にわか雨や濃霧など天候の変化という要素も加わることから、「世界有数の超難関コース」「世界有数のドライバーズサーキット」などとして知られる。
建設当初から、自動車メーカーのテストコースとして設計されていたわけであるが、さらに後述する過酷なコース条件であることもあり、「スポーツカー開発の聖地」と呼ばれ、世界中の自動車メーカーが大挙してスポーツカーを（メーカーによっては乗用車も）持ち込んで開発（のための走行）を行っている。また北コースのラップタイムはスポーツカーやレーシングカーの性能を測る指標となっている。
北コースでは古くからF1ドイツグランプリが開催されていたが、コースの凹凸が激しいことなどF1を走らせるにはあまりにも危険なために1976年までとなり、1984年以降は新設のGPコースでの開催へと変更された。1995年から1997年にかけては2輪のロードレース世界選手権（WGP）も開催された。耐久レースのニュルブルクリンク24時間レースはGPコースと北コースを繋げて現在でも行われている。また世界ツーリングカー選手権（WTCC）でも2015年から2017年にかけて、1ヒート3周のスプリントレースが開催されていた。
モータースポーツのほかにも、マラソン大会、自転車レース、ロックイベントのロック・アム・リングなどが行われている。コース脇には0.3平方kmの敷地に設備の整ったキャンプ場がありイベント時には多くのキャンプ客でにぎわう。
→#北コース（ノルトシュライフェ）
GPコース
ニュルブルクリンクGPコースは1984年に作られた5.1kmの近代的サーキットで、最新の安全設備を備え、F1やドイツツーリングカー選手権等に使われている。
→#GPコース

## 北コース（ノルトシュライフェ）

北コースの各部分につけられた名称。ドライバーは各部分を区別して、暗記して、ひとつひとつの攻略法を綿密に練ってゆくことになる。

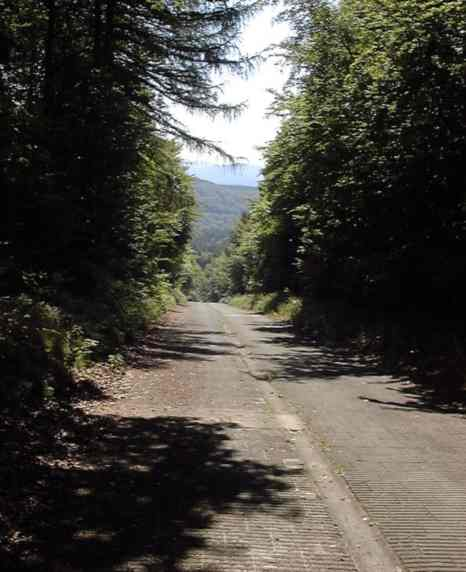
北コース上の視界の例。KlostertalからHohe Achtまでショートカットする、現在は使われていない。コースが豊かな森の中にあり、ドライバーは森の中、コースにのしかかる木々の中、木漏れ日の中を疾走してゆく体験も味わうことになる。

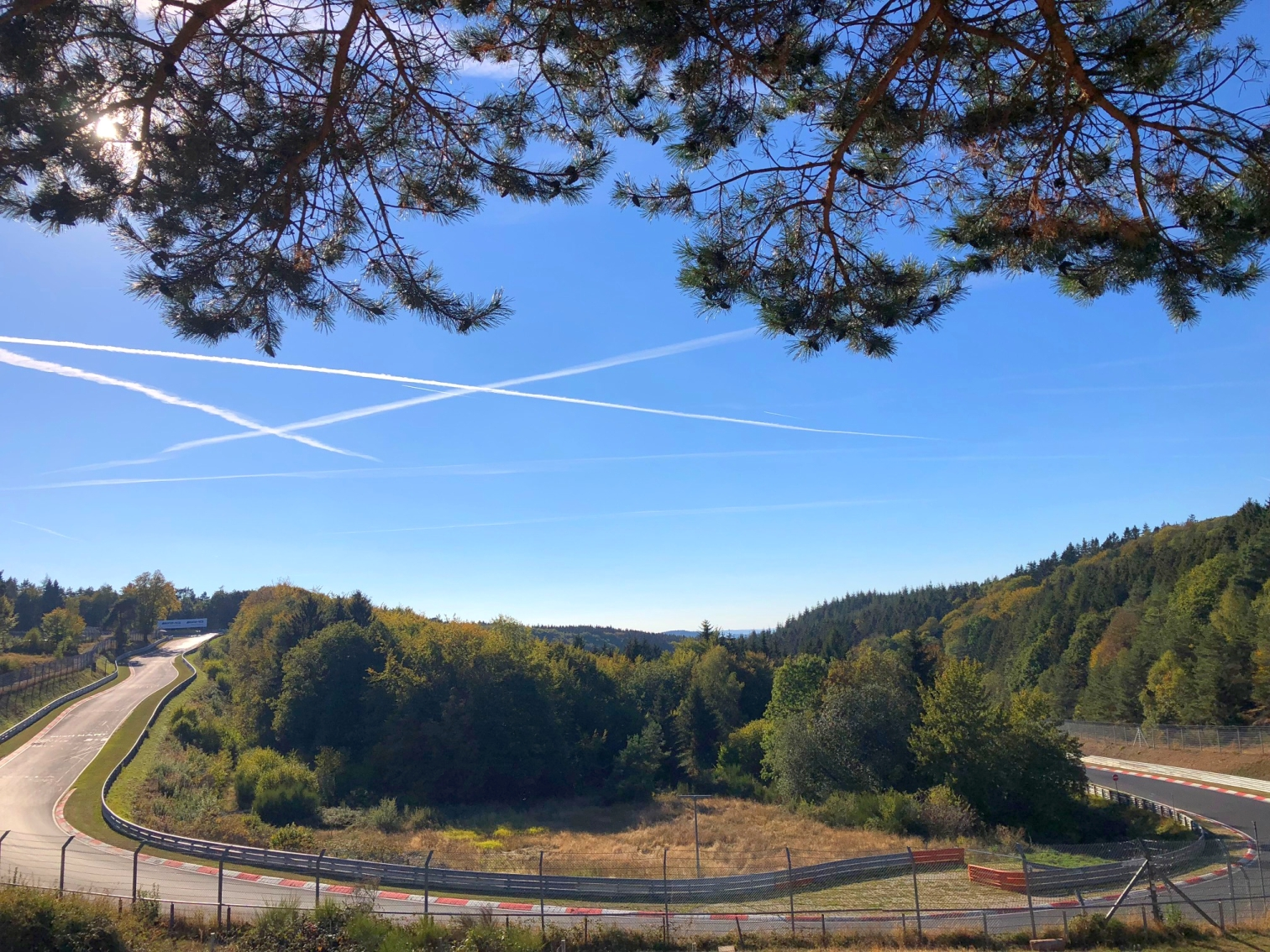
北コースの中の「Steilstreckenkurve」という名のコーナー。

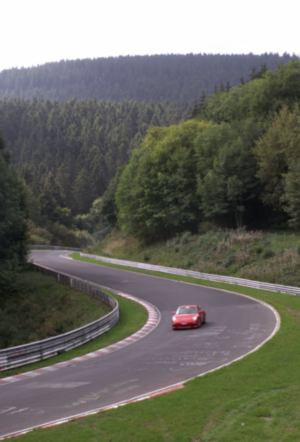
北コース、「Adenauer Forst」 コーナー。

北コースの愛称は「グリーン・ヘル（緑の地獄、あるいは単にヘルとも）」で、1960年代後半ジャッキー・スチュワートにより名付けられた。特徴として、
- コース全体で約300mの高低差がある。
- 超高速から超低速まで多種多様なコーナーが172個ある。
- 高低差も作用してコーナーの多くがブラインドコーナーとなっている。
- バンクが付いているすり鉢状のヘアピンがある。
- 高速走行するとジャンプするほどのバンプ箇所がある。
- 路面が波打ち、落ち葉や砂などで滑る。
- コース幅が狭い。
- エスケープゾーンが狭い（ガードレールの外にいるマーシャルが車両を棒で叩いて警告を行えるほど狭い）

などの過酷な条件が揃っており、世界最長、そして世界有数の超難関コースとして知られ、車両の総合的な性能がタイムに反映されやすいことからスポーツカー等の高性能乗用車の開発を行うテストコースとして利用されている。日本の自動車メーカーでもトヨタ、日産、ホンダ、マツダ、スバル、三菱、スズキ（キザシのみ）が利用しており、国内外の著名な自動車メーカーのほとんどはここでテスト走行を行っている。
唯一ここでテストできないのは「250km/h～300km/hからのハードブレーキングのみ」とも言われる。
当然ドライバーにも体力面、精神面、双方に多大な負担がかかる。長い上に様々なバリエーションのコーナーを伴ったコースであるため、まずコースを覚えること自体が難しく、そのうえ幅員の狭い荒れた路面を高速で長時間車を走らせなければならない。技術だけでなく、経験や集中力さらには勇気と体力も必要とされ、ドライバーは極限状態にさらされる。
このような過酷な特性を持つ上、コースが長いのでマーシャルなどのコース周辺に必要な要員の確保が困難ということもあり、車の性能が上がるにしたがって、F1レースでは使われなくなっていった。

複合コースレイアウト（メルセデスアリーナのショートカット版）

現在でもニュルブルクリンク24時間レース等で北コースも使用されている。24時間レースでは、通常は隣接しているものの独立した北、GPコースをつなげた複合コースが使用され、スタート・ゴール、ピットはGPコースが使用される。ただし、2002年に新設されたインフィールドセクション（メルセデスアリーナ）部分は最初の数年は使われたが、現在はショートカットされパドックなどに使用される。他にカミオン（トラック）レースも行われている。
2015年レース中に観客が死亡した惨事をきっかけに、危険な区間で速度制限が実施されることになったが、2016年にコースの大幅改修が行われて速度制限は解除された。

### 有名なコーナー
カラツィオラ・カルッセル (Caracciola Karussell)

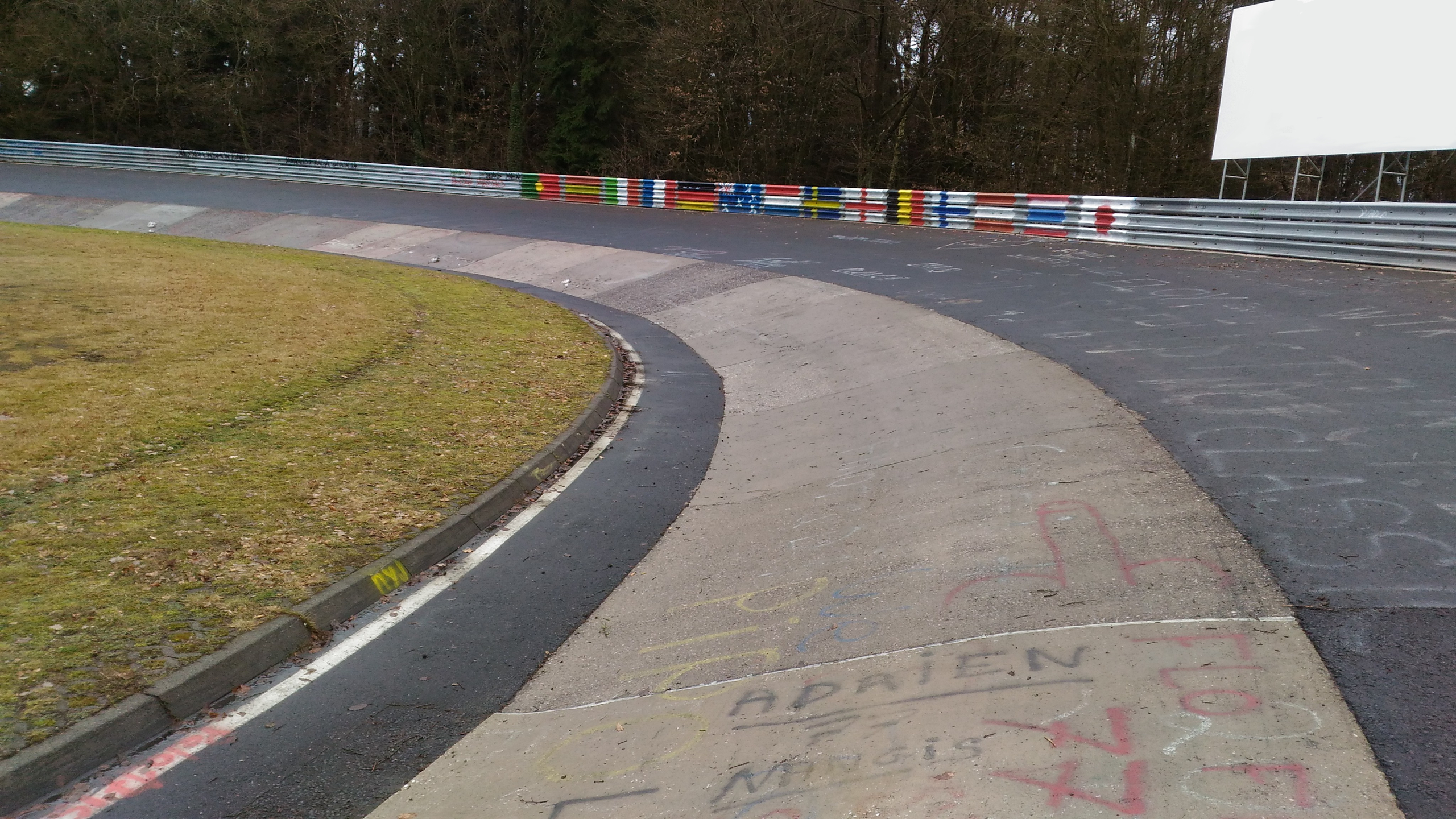
カラツィオラ・カルッセルのバンク

単にカルーセル或いはカルッセルと呼ばれることが多い（ドイツ語でメリーゴーラウンドの意味）。北コースでも低速なコーナーの一つで、内側がコンクリートにて舗装された斜面（バンク）になっている。元々は排水溝であったが、ルドルフ・カラツィオラが初めてコーナリングに利用したとされ、多くのドライバーが真似するようになり、その後に再舗装された際に公式に斜面付きのコーナーとなった。コーナー入口は見通しが悪く（いわゆるブラインド）なっており、ファン・マヌエル・ファンジオの「一番高い木を目標にしろ」のアドバイスが有名。このコーナーは斜面があるためイン側を通ってもある程度の速度を保って曲がる事が出来るが、その反面、他のコーナーに比べても地面が水平ではなくきつめの凸凹（いわゆるバンピー)となっており、車はいたる所を擦ってしまうため慎重さも求められる。
とはいえそれでもヘアピンカーブであるため車速は遅く、様々なアングルで写真が撮れるため人気のあるロケーションの一つである。
2006年よりカラツィオラの名前が公式に付け加えられた。
ベルクヴェルク (Bergwerk)
重大事故の多さで最も悪名高いコーナー。長い直線の後の右コーナーでカレル・ゴダン・ド・ボーフォールの事故が、この一つ前の左高速コーナーではニキ・ラウダの事故が起こった。
フルークプラッツ (Flugplatz)
かつて近くに飛行場があったことからその名で呼ばれるようになったコーナー。ニュルブルクリンクにかつて数多く存在したジャンプスポットの中でも有名なものの一つ。クリス・アーウィンやマンフレート・ヴィンケルホックの事故が起こった。ここでハンドル操作を誤ると、下手をすればコースを飛び出してしまい森の奥へ吸い込まれてしまうため発見が遅れることも多い（Fuchsrohreも同様の現象が起こる）。
ヴィッパーマン (Wippermann)  － ブリュンヒェン (Brunnchenn) － プフランツガルテン (Pflantzgarten)
ブラインドコーナーが連続する超高速S字セクション。ニュルを走るテストドライバー達は「ここが一番面白い」と口を揃える。もっとも、前後左右上下とあらゆる方向からのGに襲われるため、強靭なボディ、足回りあってこその「楽しい」である。

### コースレコード
ここでは、北コースでのコースレコードについて解説する。主な記録はリスト化している。

#### 市販車のコースレコード
「en:List of Nürburgring Nordschleife lap times#Automobiles」のうちの「Production/street-legal」も参照のこと。
ここでの「市販車」には、サーキット走行専用車を含む。
改修後の全長20.832kmでの記録を記載する。ただし以前は一部の記録を除き、タイムはT13グランドスタンド前のショートストレート（”北コースからGPコースへの合流地点”から、”GPコースから北コースへの合流地点”までの区間) を除く20.600kmで計測された。その後2019年にサーキット側が公式ラップとして、スタートラインとフィニッシュラインが同一となる232m長いフルラップの20.832kmを追加した。
| 距離     | タイム                      | 車両                                                               | ドライバー                     | 日付          |
| -------- | --------------------------- | ------------------------------------------------------------------ | ------------------------------ | ------------- |
| 20.832km | 6分29秒090                  | メルセデスAMG・ONE （公道走行可能な量産市販車レコード）            | マロ・エンゲル                 | 2024年9月23日 |
|          | 6分38秒835                  | ポルシェ・911 GT2 RS マンタイパフォーマンスキット                  | ラース・カーン                 | 2021年6月14日 |
|          | 6分43秒22                   | マクラーレン・P1 LM （公道走行可能な特別限定車）                   | ケニー・ブラック               | 2017年4月27日 |
|          | 6分43秒616                  | メルセデスAMG・GT ブラックシリーズ                                 | マロ・エンゲル                 | 2020年11月4日 |
|          | 6分44秒97                   | ランボルギーニ・アヴェンタドールSVJ                                | マルコ・マペッリ               | 2018年7月26日 |
|          | 6分45秒90                   | NIO・EP9(EV市販車レコード、タイヤ非公表)                           | ピーター・ダンブレック         | 2017年5月12日 |
|          | 6分47秒50                   | パガーニ・ゾンダR（サーキット走行専用車）                          | マーク・バッセング             | 2010年6月29日 |
|          | 6分48秒28                   | ラディカル・SR8LM                                                  | Michael Vergers                | 2009年8月19日 |
| 20.832km | 6分49秒328                  | ポルシェ・911 GT3 RS（992型）                                      | ヨルグ・ベルグマイスター       | 2022年10月5日 |
|          | 6分52秒01                   | ランボルギーニ・ウラカン ペルフォルマンテ                          | マルコ・マペッリ               | 2016年10月5日 |
|          | 6分55秒                     | ラディカル・SR8                                                    | Michael Vergers                | 2005年9月28日 |
|          | 6分55秒34                   | ポルシェ・911 GT3（992型）                                         | ラース・カーン                 | 2020年9月20日 |
|          | 6分56秒4                    | ポルシェ・911 GT3 RS Weissach Package                              | ケビン・エストレ               | 2018年4月16日 |
|          | 6分57秒                     | ポルシェ・918スパイダー Weissach Package                           | マルク・リーブ                 | 2013年9月4日  |
|          | 6分57秒5                    | スバル・WRX STI「Type RA NBR Special」 （サーキット走行専用車）    | リッチー・スタナウェイ         | 2017年7月24日 |
| 20.832km | 6分57秒685                  | フォード・マスタング GTD                                           | ディルク・ミューラー           | 2024年8月7日  |
|          | 6分58秒16                   | フェラーリ・599XX（サーキット走行専用車）                          | ラファエレ・デ・シモーネ       | 2010年4月21日 |
|          | 6分59秒73                   | ランボルギーニ・アヴェンタドールSV                                 | マルコ・マペッリ               | 2015年5月16日 |
|          | 7分未満（正式タイム非公開） | マクラーレン・P1                                                   |                                | 2013年        |
|          | 7分1秒3                     | ダッジ・バイパー ACR                                               | ランス・デイビット・アーノルド | 2017年9月1日  |
|          | 7分4秒632                   | メルセデスAMG・GT R PRO                                            | マロ・エンゲル                 | 2018年11月    |
|          | 7分8秒679                   | 日産・GT-R NISMO N Attack Package                                  | ミハエル・クルム               | 2013年9月30日 |
|          | 7分10秒92                   | メルセデスAMG・GT R                                                | クリスチャン・ゲブハルト       | 2016年12月    |
|          | 7分11秒57                   | 2009年式 グンペルト・アポロスポーツ                                | Florian Gruber                 | 2009年8月13日 |
|          | 7分12秒13                   | 2010年式 ダッジ・バイパーSRT-10 ACR-X                              | ドミニク・ファーンバッハー     | 2011年9月14日 |
|          | 7分14秒64                   | レクサス・LFA Nürburgring Package                                  | 飯田章                         | 2011年8月31日 |
|          | 7分19秒63                   | 2012年式 シボレー・コルベット C6 ZR1                               |                                | 2011年6月     |
|          | 7分24秒03                   | マセラティ・MC12                                                   | マーク・バッセング             | 2008年8月     |
|          | 7分25秒03                   | フェラーリ・エンツォフェラーリ                                     | マーク・バッセング             | 2008年8月     |
|          | 7分25秒67                   | メルセデス・ベンツ・SLS AMG ブラックシリーズ                       |                                | 2013年8月     |
|          | 7分28秒                     | BMW・M4 GTS                                                        | ヨルグ・ヴァイディンガー       | 2015年秋      |
|          | 7分28秒                     | ポルシェ・カレラGT                                                 | ヴァルター・ロール             | 2004年7月2日  |
|          | 7分28秒8                    | メルセデスAMG・GT 63S 4MATIC+                                      |                                |               |
|          | 7分32秒                     | アルファロメオ ジュリア クアドリフォリオ                           |                                | 2017年9月     |
|          | 7分33秒06                   | ケーニグセグ CCX                                                   | マーク・バッセング             | 2008年8月     |
|          | 7分33秒35                   | ポルシェ・タイカンターボS                                          | ラース・カーン                 | 2022年8月10日 |
|          | 7分35秒57                   | テスラ・モデルS プラッド                                           |                                | 2021年9月     |
|          | 7分37秒47                   | シボレー・カマロ Z/28                                              |                                | 2013年10月    |
|          | 7分38秒                     | ポルシェ・パナメーラターボ                                         |                                | 2016年7月     |
|          | 7分40秒                     | メルセデス・ベンツ・SLRマクラーレン                                | Klaus Ludwig                   |               |
|          | 7分40秒                     | ランボルギーニ・ムルシエラゴ LP640                                 | Giorgio Sanna                  |               |
|          | 7分40秒06                   | フォードGT                                                         | Markus Draper                  |               |
|          | 7分43秒80                   | ホンダ・シビックタイプR（FK8型）                                   |                                | 2017年4月     |
| 20.832km | 7分44秒881                  | ホンダ・シビックタイプR S （欧州専売グレード、FL5型）              | ネストール・ジロラミ           | 2023年4月     |
|          | 7分50秒                     | BMW・M3 CSL                                                        | ホルスト・フォン・ザウルマ     |               |
|          | 7分51秒07                   | アルファロメオ・ステルヴィオ・クアドリフォリオ                     |                                | 2017年9月     |
|          | 7分54秒                     | NISMOスカイラインR34 GT-R Z-Tune                                   | 田中哲也                       |               |
|          | 7分54秒36                   | ルノー・メガーヌRS.275トロフィーR                                  | ロラン・ウルゴン               | 2014年6月16日 |
|          | 7分55秒                     | スバル・インプレッサWRX STI 4Door（GVB）強化パーツ付きプロトタイプ | トミ・マキネン                 | 2010年4月16日 |
|          | 7分56秒                     | ホンダ・NSX-R (NA2)                                                | 黒澤元治                       |               |

#### レーシングカーのコースレコード
- F1：6分58秒6 - 1975年8月2日のドイツグランプリ予選にてフェラーリ・312Tでニキ・ラウダが記録（改修前の北コース L=22.835km）。
- グループC：6分11秒13 - 1983年5月28日のニュルブルクリンク1000km予選にてポルシェ・956でステファン・ベロフが記録（GPコース建設中の暫定コース L=20.832kmで開催された。）

#### 電気自動車のコースレコード
- 6分5秒336 - 2019年6月3日にフォルクスワーゲン・ID.Rでロマン・デュマが記録（改修後の北コース L=20.832km）。このタイムを記録した周回で、1周の平均時速は206.96 km/h (128.6 mph)であった[51][52][53]。

#### 無制限車両のコースレコード
- 5分19秒546 - 2018年6月29日にポルシェ・919ハイブリッドEvoでティモ・ベルンハルトが記録（改修後の北コース L=20.832km）。これは全車種を通じて北コースでの最速ラップレコードである。この車両は前年までポルシェがWECで使用していた「ル・マン」プロトタイプ車両をレギュレーションに囚われずに改造したものである[54]。このタイムを記録した周回で、最高時速は369.4 km/h (229.5 mph)を記録しており、1周の平均時速は233.8 km/h (145.3 mph)であった[55]。

### 一般開放
北コースはテストや訓練、レースイベント時には閉鎖されるものの、80年近く一方通行の有料道路として一般開放されている。1927年開設当時よりTouristenfahrten（観光ツアー）と呼ばれ、いわゆる違法な車でなければどんな車やバイク、モーターホームやトレーラー、果てはツアーバスなどでも走行可能である。ドライビングスクールやプロドライバーによる同乗体験も行われている。
一般開放は主に日曜日であったが、土曜や平日午後にも開放されることが多かった。冬の数カ月は補修や天候により閉鎖されることがある。
一般開放時はドイツの道路法が適用される。速度制限は騒音低減などにより一部の箇所で存在する以外はなく、パッシングは禁止、警察がヘリコプターで監視しており、危険な走行をしている車両を取り締まっている。サーキットという場所柄、自身の愛車の性能を過信しすぎたドライバーによる事故も多く、事故やコースアウトが多発するスポットは一種の観光地のようにギャラリーが多い。そのため事故が起きた際は拍手や歓声が沸き起こる。
2011年現在、北コース1周で車、バイクとも24€であるが、4周チケットは89€、15周チケットが310€、25周チケットで470€とお得になっている。年間パスは1350€。GPコースの20分間チケットは38€。電子マネー「ring°card」が発行されており、チケットの代わりとしてコース入場で使用でき、そのほか、ニュルブルクリンク内のレストラン、ショップなど、各施設で使用できる。
約200mの入場ゲートが設置される徐行のピットレーンエリアがGPコースをバイパスして通っているため一般利用者は20.8kmを完全に周回できるわけではない。混雑時にはメインストレートにもゲートが設けられる。北コースで起きた事故に関しては自動車保険が適用されない。
2008年のニュルブルクリンク24時間レースで3位の実績と、20,000ラップ以上の走行経験で「ニュルブルクリンクの女王」とも呼ばれるサビーネ・シュミッツは、BMW・M5 Clubsportなどの500馬力オーバーのドイツ製自動車に客を同乗させて北コースを走行する有料サービス“Ring Taxi”を自身の経営する会社で行っていた。また彼女はディーゼル仕様のジャガー・Sタイプで9分12秒を、無改造のフォード・トランジット（スリップストリーム有り）で10分8秒を記録したこともある。
またコースのアスファルト上に、テストを行ったメーカーやドライバーなどがチョークで書いた、自動車会社のエンブレムなどの落書きがいたる所に見られる。

## 歴史

### 1927年 - 1937年
1900年代ドイツでは自動車開発が盛んになっていたが、研究開発やレースのための常設コースは存在しなかった。1904年に国際レースであるゴードン・ベネット・カップがバート・ホンブルクで行われ大成功を収めるなど、モータースポーツ人気が高まったが、公道でのレースによるドライバーや観客の安全性の問題が浮き彫りとなり、独立したサーキットの必要性が叫ばれることとなった。人口が少なく、起伏に富む山岳地帯であるアイフェル地方にサーキットを建設する案が浮上するものの、モータースポーツ人気は急速に低下し、その後第一次世界大戦が勃発することになり、計画は白紙となった。
1920年代はじめ、ドイツ自動車連盟（ADAC）アイフェル・レンネンがアイフェル地方での自動車レースとして公道を使用して行われていたが、レースを行うには危険で適切な場所ではなかった。アイフェル地方議会の議員であったオットー・クロイツが、ADACの支持を得て専用のサーキットの建設を提案、アイフェル地方の失業者対策や、自動車会社にテストコースとして提供すること、観光客を呼び込むことも盛り込まれていた。当時ケルンの市長であったコンラート・アデナウアーの賛同も得て政府の支援も取り付け1925年に建設が開始された。サーキットデザインはGustav Eichlerの主導により行われた。当時の重要なレースの一つであったタルガ・フローリオのコースを参考にしている。

1927年のニュルブルクリンク

1927年にオープン。コース全長が28.265kmで、コーナー数が174あり、コース幅は平均8mから9mであった。このGesamtstrecke（全コース）以外に、22.8kmの北コース（独：Nordschleife、ノルトシュライフェ ）、全長7.7kmの南コース（独：Südschleife、ズュトシュライフェ）、全長2.281kmのZielschleife（別名Betonschleife）という3つのレイアウトで使用された。Start und Ziel(スタート/フィニッシュエリア）は共通となっており、Zielschleifeは主にウォームアップ走行などで使用されていた。
オープンよりすぐにアイフェル・レンネンやドイツグランプリ、世界選手権自転車競技大会を開催。夕方や週末には一方通行の有料道路として一般開放された。
1931年のドイツグランプリより北コースのみを使用して開催するようになった。全長28kmの南北併せたフルコースを使用したドイツグランプリは1929年が最後となっており、フルコースの最速タイムはルイ・シロンのブガッティによるものであった。短くより安全な南コースはマイナーイベントや二輪レースで使用された。当初の名称はNürburg-Ringであったが、1933年にナチスがドイツのモータースポーツ全体に資金援助を行なって改修され、このときに名前からハイフンが取られNürburgringとなった。

### 1947年 - 1967年

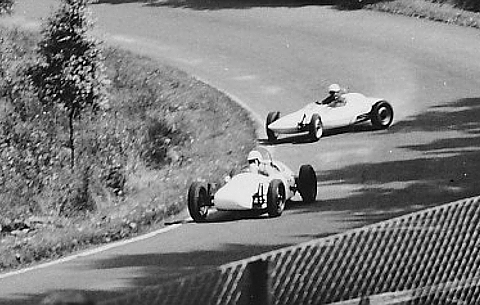
1965年のレースの模様

第二次世界大戦後、爆撃による損壊を修復し、1950年代になってレースが再開されるようになり、1951年ドイツグランプリがF1世界選手権に組み込まれ、再び北コースが開催地となった。1954年のヨーロッパグランプリでは観客数が推定40万人を超えたとされる。
1953年、ADAC 1000km耐久レース（現在のニュルブルクリンク6時間レース）が初開催。1960年ドイツグランプリは南コースを使いF2クラスで行われチャンピオンシップにはカウントされなかった。1961年8月に行われたドイツグランプリでは、プラクティスでフィル・ヒルがフェラーリ・156F1で北コースで初めて9分の壁を破る8分55秒2を記録。南コースではロードレースドイツグランプリが開催されることもあったが、主開催地はソリチュードやホッケンハイムリンクであった。
1964年、F1ドイツGPでホンダが日本車として初めてF1に出走した。
1960年代後半にもなると、他のサーキットと同じく高速化するF1マシンでのレースの危険度が増加し、安全性に対する批判も増えていった。1967年、ピットレーンへの進入速度を抑制するため、ホーエンラインシケインがスタート/フィニッシュラインストレートの前に追加され、25m全長が伸びた。
1970年にはニュルブルクリンク24時間レースが始まった。

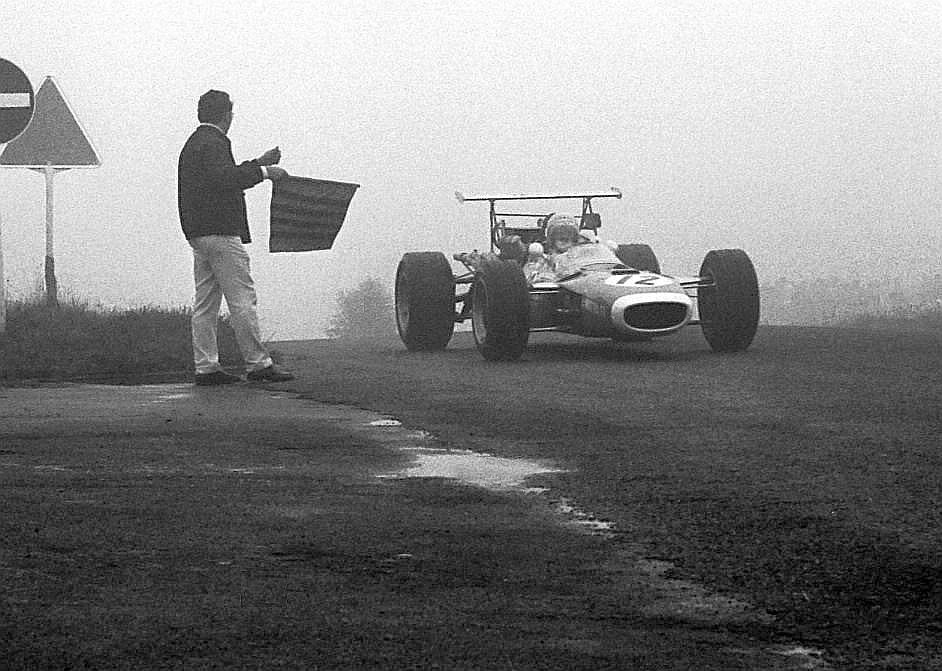
1968年Beltoise Matra

1970年ザントフォールト・サーキットでのピアス・カレッジの死亡事故を受け、グランプリ・ドライバーズ・アソシエーション（GPDA）は前年にスパ・フランコルシャンに対して行ったように、安全性向上のための改修が行なわなければドイツグランプリをボイコットすることを決定。改修は短期間では不可能であったため、ドイツグランプリは既に改修が行われていたホッケンハイムへと舞台を移すことになった。

### 1971年 - 1983年
コースは改修が行われ北コースはアームコバリアなど安全設備の設置、路面の再舗装によりバンプやジャンプセクションの除去などが行われた。コースレイアウトも調整がされレースラインがより直線的となり、公式なコーナー数も減少した。これらの改修が功を奏して1971年から再びF1の開催を実現した。
1972年、コース幅の狭いHatzenbach（ハッツェンバッハ）とBreidscheid（ブライトシャイト）の橋を掛替え。1973年、入り口が危険でバンピーであったカレンハルトコーナーの速度を落とすため手前のメッツゲスフェルトコーナーの後に左コーナーが追加された。メインストレートのジャンプスポットの除去や、木や茂みの伐採によりセーフティエリアを拡大し安全性を向上させた。
1971年のF1復活後、F1ドライバーや国際自動車スポーツ連盟からの安全性への要求は年々高まっていった。しかしながら北コースは22kmにも及ぶ長大なコースであり、山の麓にある関係で安全エリアを設けるスペースを作ることが困難なこともあり、改修費用が膨大となってしまい、さらなる要求に答えることは不可能となっていった。コースが長いため必要なマーシャル、スタッフの数が通常のF1レースの5倍にも膨らみ、救急車両の到着に時間がかかる問題があった。さらに普及が著しかったテレビ放送では、すべてのコーナーをカバーできない点も問題であった。
1976年、F1ドライバーのボイコットが再び起こり、投票によりレースは行われる事になったが、ニキ・ラウダがレース中にクラッシュしマシンが炎上する大事故が起こった。この事故が決定的となり1976年がニュルブルクリンクでのF1最後の開催であると認識された。1977年よりF1はホッケンハイムに開催場所を移した。
ロードレース世界選手権は1960年代にソリチュードに変わりニュルブルクリンクで再び行われることとなった。当初は南コースが使われていたが、整備不良の問題から、1970年より北コースで開催されるようになった。
1981年より旧ピットエリア周辺でGPコースの新設工事が開始された。これにより北コースはバイパスされ20.832kmに短縮、小さなピットレーンも追加された。このレイアウトは1983年のみ1000km耐久レースなどで使用された。
北コースも1982-1983年に改修が行われ、アレンベルクやブリュンヒェンコーナーのランオフエリアが拡大、点在していたパンプやジャンプスポットが再舗装された。レーシングラインマーカーがコース全域にわたりペイントされた。
南コースは1970-1971年と整備が行われず、安全対策が北コースに比べ大きく遅れていることなどから、数年後に放棄される決断がなされた。現在南コースはコース後半部分の森林区間の一部などを残し、GPコースの新設のためなどに大半が壊されるなどしてなくなっている。

### 1984年GPコース

1984年-1994年のGPコースレイアウト図

1984年、ドイツGPの開催権を取り戻すべくGPコース（GP-Strecke）と呼ばれる当時の最高水準の安全性を備えたサーキットがフィニッシュコース（Zielschleife）部分を置き換えるような形で建設された。北コース側はショートカットさせるを変更を行い、24時間レースのような例外はあるが、普段は共用区間はなく、独立したコースになっている。
5月12日のオープニングイベントではエキシビションレースが行われ、著名なドライバーが多数参加した。レース車両はメルセデス190E 2.3-16でジャック・ブラバム、フィル・ヒル、デニス・ハルム、ジェームス・ハント、ジャック・ラフィット、ニキ・ラウダ、カルロス・ロイテマン、ケケ・ロズベルグ、ジョディー・シェクター、マンフレッド・シュルツ、アラン・プロスト、アイルトン・セナ、ジョン・ワトソンが参加、セナがラウダ、ロイテマンを抑え優勝した。
このGPコースはF1では1984年ヨーロッパGPと1985年ドイツGPの2年間のみしか使用されなかった。
1985年から1987年にかけてビードルシケインが改修され、大幅にスピードが抑えられた。別に2輪用のルートも設置。F1離脱後のGPコースでの主なレースとしては1000km耐久やドイツツーリングカー選手権（DTM）、二輪、カミオン（トラック）レースやビンテージカーレースなどがあげられる。1986年にADACトラックグランプリ、ロック・アム・リングが初開催。

### 1995年-2006年

1995年-2001年のGPコースレイアウト図

ミハエル・シューマッハが1991年にデビューし、1994年に初タイトルを獲得した活躍により、1995年から2006年までヨーロッパGP（1997年と1998年はルクセンブルクGP）としてF1グランプリが再び開催されることとなった。F1開催復活と共にサーキット施設の改修も頻繁に行われるようになった。カストロールSの5000席のVIPエリア付きメルセデスグランドスタンドやメディカルセンターが新設。
1998年にはビルシュタイングランドスタンドも建て替えられ、初めて大型スクリーンも設置された。ニュルブルクリンクへの新しいアクセス道路も整備された。1999年から2001年にかけてピットビルディングやコントロールタワー、レースコントロール施設を建て替え、最新のメディアセンターも設置された。

GPサーキット部分のコース図（2002年以降）

スプリント・サーキットのコース図（2002年以降）

ミューレンバッハ・サーキットのコース図（2002年以降）

2002年、GPコースが大幅改修。オーバーテイクチャンスを増やすため、スタート/フィニッシュストレート後のカストロールSを廃し、タイトな右コーナー（非公式愛称ハウグフック）に変更。それに続きインフィールドセクション（メルセデスアリーナ）を追加、それに伴いパドック横にあったカートコースは廃止された。GPコースの全長は4.556kmから5.148kmに長くなった。2003年、北コースはアスファルトが再舗装、GPコースはNGKシケインなどのデザインを少変更。

### 2007年-2013年
2007年からドイツ国内のF1グランプリをホッケンハイムリンクと隔年で交互開催することとなったため、2008年はF1グランプリが開催されなかった。2007年のヨーロッパGPを前にして8コーナー、9コーナーのAudi S（又はShell S）がミハエル・シューマッハSに改名された。
2009年のドイツグランプリに合わせて「ニュルブルクリンク2009」という開発プロジェクトがスタート。ホテル、イベントホール、アミューズメント施設、ショッピングモールなどが建設。グランドスタンドも600人収容VIPラウンジ付きの5000席のものに建て替えられた。2009年のドイツグランプリには一部は完成が間に合わず、ジェットコースター・ring racerは発射装置の不具合により2011年にオープンが延期された。しかしながら、このプロジェクトも含めた大規模な改修によって、3億ユーロ（約300億円）の借り入れを行い、これによって経営が悪化した。これがのちの破産の一因となる。

#### 2012年7月 破産
2011年は経営問題はあっても滞りなく開催したが、開催終了後から経営難が深刻化し、EU（欧州連合）に対して、緊急の資金援助を求めたがこれを却下されたために2012年7月に破産するに至った。ニュルブルクリンクサーキットのオーナーは株式の90%を保有するドイツのラインラント＝プファルツ州である。そのため、当初予定されていた2013年の開催はキャンセルかと思われたが、その分だけの資金は確保できたため、2013年の開催にこぎつけた。しかし、交互開催でいえば2015年の開催は事実上キャンセルとなり、最終的には2014年3月にドイツ・デュッセルドルフを拠点にする自動車部品メーカー｢カプリコーン・グループ｣が買収額1億ユーロ（約142億円）以上を用意して経営権を獲得。そのため、コースの完全閉鎖は回避されることとなった。

### 2015年-2019年
2015年3月、ドイツの国内選手権ニュルブルクリンク耐久シリーズ（VLN）第1戦決勝レースにて、日産・GT-R NISMO GT3が北コースのフルークプラッツ付近で宙に舞い上がってしまい、そのままガードレールに激突し観客席に飛び込み観戦客1名が死亡する事故が発生してしまった。この事故を受けてFIA-GT3クラスのマシンのレース出場が一時的に禁止にされることとなり、全面的ではないものの、北コースに速度制限区間が設けられ1周7分を切るレベルに達していた市販車などを用いたタイムアタック合戦に待ったをかけることになった。このためニュルブルクリンク24時間レースの開催は危ぶまれたが、SP7クラス以上の車両にリストリクターを装着させたり、事故の起こったフルーグプラッツ付近を時速200km、そのほか、危険とみなされた2か所には250kmの速度規制を設けてレースを開催した。
コース運営でいえば、買収されたものの、状況が好転したわけではなく、F1の勧誘どころかコース運営に余裕がない状況が続いた。しかし、2016年に入るとある程度の利益が出るようになり、時折、F1カレンダー復帰の動きを見せるようになった。

### 2020年
ドイツGPの開催コースとして時折候補に挙がる程度であったが、2020年に入ると新型コロナウイルス感染症の拡大により開催できなくなったレースが多数発生し、その過程で2019年に開催されたホッケンハイムリンクでのレースが検討され、ニュルブルクリンクもホッケンハイムも含めた他の地域でのレースができなかった場合の代替先あるいはレース数を増やすための一枠として潜在的な候補として浮上した。最終的にホッケンハイム側が開催を断念したものの、2020年シーズン第11戦としてアイフェルGPの名でニュルブルクリンクでの開催が決定。これにより、7年ぶりにニュルブルクリンクでF1が開催されることとなった。

## GPコース

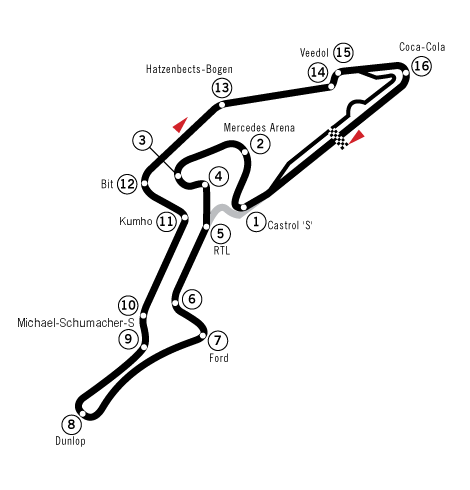
GPコース

ホームストレートは大きく下っており、かなり加速してしまうので、ブレーキングエリアで右に曲がりながら1コーナーのカストロールSを迎える。1コーナーは右→左と切り返すS字カーブであったが、2002年の大改修により鋭角なヘアピンに変更され、低速インフィールドエリアであるメルセデスアリーナが追加された。アリーナの2・3コーナーを左に回りこみ、4コーナーを右に切り返して直線へと加速する。
5コーナーのフォードカーブから、オーバーテイクポイントでもある西端のダンロップヘアピンまでは、左にカーブしながら延々と下る。ダンロップヘアピン通過後は一転して急激な上り勾配となり、スピードに乗せて左・右のシューマッハーSを通過する。
90度ターンからビットコーナーを抜けてバックストレッチへ。高低差が激しいバックストレッチの途中には超高速右コーナーのボーゲンコーナーがある。ボーゲンを抜けるとフルブレーキでNGKシケインへ。シケインへの侵入は格好のオーバーテイクポイントとなる。最終コーナーのコカ・コーラカーブを大きく旋回すると、ホームストレートに戻り1周となる。なお、シケインと最終コーナー周辺には北コースへの連絡通路が垣間見える。

### F1GPが開催された年
特記のない年はドイツGPとして開催。
- 1950年代 1951年-1954年・1956年-1958年
- 1960年代 1961年-1969年
- 1970年代 1971年-1976年（1976年までは北コースにて開催）
- 1980年代 1984年（この年からGPコースにて開催・ヨーロッパGPとして開催）・1985年
- 1990年代 1995年-1999年（1995年、1996年、1999年はヨーロッパGPとして開催・1997年、1998年はルクセンブルクGPとして開催）
- 2000年代 2000年-2007年・2009年（2000年-2007年はヨーロッパGPとして開催）
- 2010年代 2011年・2013年
- 2020年代 2020年（アイフェルGPとして開催）

## 南コース

南コース

かつて存在した南コースは北コースと同じスタートフィニッシュラインを通り、1コーナーを過ぎると急な下り坂で道路橋をくぐって、森林の中を丘から下っていく。ミューレンバッハという地元の村の名前の付いた90度右コーナーを越えると森林の中を通り丘を上って北コース共有のバックストレートにつながって、最後は南コース用のタイトな右コーナーを通りメインストレートに戻る。コースはほとんどエスケープゾーンが見られない。
南コースのラップレコードは1970年のカナディアン-アメリカン・チャレンジカップでのヘルムート・ケレナーズによる2:38.6となっている。現在は一般道となっており、2005年より南コース跡地を使ってビンテージカーイベントが行われている。

## アミューズメント施設
2009年の大改修によって豊富なアミューズメント施設が作られた。
ring°werk
2009年にできた屋内アミューズメント施設。4Dシネマ「ring°kino」を初めとしてモータースポーツに関連した様々なアトラクションが楽しめる。試運転で設計不良が発覚し、営業することなく廃止が決定されたジェットコースター「ring°racer」のコースも残っている。
ring°boulevard
自動車メーカーやサプライヤーのブースやショップが立ち並ぶ。TVスタジオなども存在。kletter°challengeと呼ばれるアスレチック施設もある。
ring°arena
4500席を誇るイベントホール。コンサートやミュージカルなど様々な用途に使用される。
ring°kartbahn
全長400mの屋内カート場。
Eifeldorf
レストランやバー、ホテルが入る複合施設。ディスコなどナイトイベントが年間300回以上開かれている。
RING CASINO
2009年オープンのLindnerホテル内に作られたカジノ

## ビデオゲームにおけるニュルブルクリンク
20km以上にも及ぶ長大さのため、かつては北コースをゲームに収録することは極めて困難であったが、近年家庭用テレビゲーム機の記憶容量の増大に伴い、収録されることが増えてきた。その先駆となったのは2003年に発売されたマイクロソフトのXbox用ソフト『プロジェクト・ゴッサム・レーシング2』であり、TVゲームで初めて北コースが収録された。続く2004年にはソニー・コンピュータエンタテインメントからPlayStation 2（PS2）用ソフト『グランツーリスモ4』が発売された。
その後も「フォルツァ・モータースポーツ」シリーズ（マイクロソフト、XboxおよびXbox 360用）、『エンスージア プロフェッショナル レーシング』（コナミ、PS2用）、『プロジェクト・ゴッサム・レーシング』シリーズ「3」以降（マイクロソフト、Xbox 360用）、『ニード・フォー・スピード シフト』（エレクトロニック・アーツ、PlayStation 3（PS3）・Xbox 360・PC用）など、続々と北コースを収録するゲームが登場、そのリアリティを競っている。また、2009年にはPlayStation Portable（PSP）用ソフト『グランツーリスモ』にて、携帯ゲーム機では初の収録がされた。
なお、現在F1が行われているGPコースに関しては、1995年の開催以降PlayStation用ソフト『Formula1』（ソニー・コンピュータエンタテインメント、1996年発売、収録データは1995年のもの）を始め、大半のF1ゲームに収録されている。
2010年のPS3用ソフト『グランツーリスモ5』では、北コース、GP（2種類）、連結した耐久レース用（2種類）の合計5種類のレイアウトが収録されており、一部のレイアウトでは、天候/時間変化に対応している。2013年のPS3用ソフト『グランツーリスモ6』では、全てのレイアウトで、天候/時間変化に対応している。
2015年5月発売（日本では2016年6月9日発売）のProject CARS(PC・PlayStation 4（PS4）・Xbox One)では北コース、GPコース、複合コースの他、スプリントコースやミューレンバッハコースなどのGPコースをショートカットしたレイアウトも収録され、天候/時間変化に対応している。同シリーズ最終作となるProject CARS 3（PC・PS4・Xbox One）まで採用された。
2017年10月発売の｢グランツーリスモSPORT｣（PS4）では北コース、24hコース、GPコース、ツーリストレイアウト（一般解放された際の北コースを再現したもの）の4種類、2022年3月発売の後継作｢グランツーリスモ7｣（PlayStation 5（PS5）/PS4）ではこれにスプリントコース、エンデュランスコースを加えた6種類のレイアウトが収録され、GT SPORTSでは天候及び時間変化はなく、雨天以外の天候を選択する仕様。GT7では雨天を含むリアルタイムでの天候及び時間変化にも対応。国際大会『グランツーリスモ ワールドシリーズ』でも度々レースで使用されている。
2019年12月、Assoluto Racing（iOS・Android）のアップデートV.2.3.0にて、北コースが追加収録された。Assoluto Racingの開発元であるInfinity Vectorはモバイルレーシングゲームでは世界初の正式にライセンス取得をしての収録であると発表している。